# Analytische introspectie

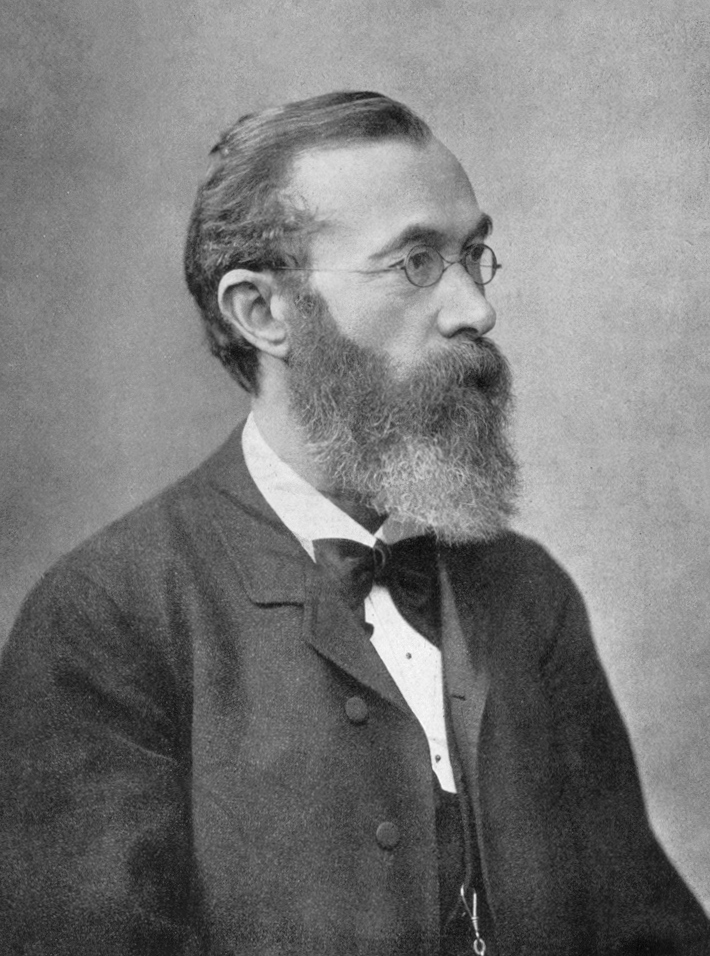
Wilhelm Wundt, grondlegger van het structuralisme

Analytische introspectie is een methode waarbij men de geest onderzoekt door allerlei associaties te benoemen die men had bij een stimulus. De methode werd veelal gebruikt door de psychologische school van het structuralisme van Wilhelm Wundt, door velen beschouwd als de eerste echte psychologische school.

## Analyse
De structuralisten zagen het bewustzijn niet als een continue stroom. Volgens hen bestond het bewustzijn uit gedeeltes. Met analytische introspectie probeerden zij te ontdekken welke gedeeltes dat waren, door proefpersonen hun zintuigelijke waarnemingen laten op te noemen die zij ondervonden tijdens een stimulus. Het grote nadeel van de methode was, dat ieder persoon zijn eigen associaties heeft bij iedere stimulus. Om die reden werd deze methode later ook afgeschaft.